# Пейвесте Ханым-эфенди
Пейвесте́ Ханы́м-эфе́нди (тур. Peyveste Hanım Efendi), также Пейвесте́ Осма́н (тур. Peyveste Osman; 10 мая 1873, Пицунда — 1943/1944, Париж) — вторая жена (икбал) османского султана Абдул-Хамида II и мать Абдуррахима Хайри-эфенди.

## Биография

### Происхождение
Турецкий мемуарист Харун Ачба и османист Энтони Алдерсон пишут, что Пейвесте родилась 10 мая 1873 года. Без указания числа и месяца 1873 год годом рождения госпожи называет и придворная дама и мемуаристка Лейла Ачба, приходившаяся племянницей Пейвесте, однако турецкий историк Недждет Сакаоглу отмечает, что 1873 год является лишь предполагаемым, а не точным годом рождения. Лейла и Харун Ачба указывают местом рождения Пейвесте Пицунду, один из приморских городов Абхазии.
Харун Ачба пишет, что Пейвесте была дочерью абазинского князя Османа Эмухвари и его жены Хесны Чаабалырхуа. Лейла Ачба, дочь младшей из сестёр Пейвесте, так писала в своих мемуарах: «Тётя моя Пейвесте, высокая ростом, с голубыми глазами, светло-каштановыми волосами, тонкая и стройная, была красавица. Настоящее её имя было Рабиа и была она младшая из пятерых детей». Среди этих пятерых детей, помимо Пейвесте, Харун Ачба называет сына и троих дочерей: Ахмет-бей, Эда-ханым (ум. в 1930), Нурхаят-ханым (ум. в 1939) и Махшереф-ханым (1871—1920). Семья Пейвесте эмигрировала в Стамбул во время войны 93 года. В то же время, Сакаоглу пишет, что Пейвесте была черкешенкой, а единственным известным членом семьи был её отец Осман-бей, из-за чего она была известна как «Пейвесте Осман».

### Жена султана
Пейвесте была передана во дворец на попечение родственницы Мерьем-ханым. Первоначально она попала в услужение к главной жене (башкадын-эфенди) Абдул-Хамида II Назикеде Кадын-эфенди, а затем оказалась на должности главного казначея гарема. Будучи казначеем, Пейвесте привлекла внимание султана; произошло это, по мнению Лейлы Ачбы, в 1890 году. Лейла пишет, что в 1893 году султан освободил Пейвесте, а затем официально женился на ней. Харун Ачба и Энтони Алдерсон называют датой заключения брака 24 января 1893 года, однако Сакаоглу считает 1893 год лишь годом вхождения Пейвесте в гарем султана. Он пишет, что Пейвесте вошла в гарем в статусе гёзде (фаворитки), затем получила титул третьей икбал, а в 1909 году, когда Сазкар Ханым-эфенди стала башикбал, сама Пейвесте получила титул второй икбал. Турецкий историк Чагатай Улучай также пишет, что первоначально Пейвесте носила титул третьей икбал, а затем, когда Сазкар стала главной икбал, получила титул второй икбал. Харун и Лейла Ачба называют Пейвесте второй икбал Абдул-Хамида II.
Лейла Ачба сообщает, что Пейвесте была самой любимой женой султана; Харун Ачба также пишет, что она была любимой и очень влиятельной женой Абдул-Хамида II и что он даже даровал этой жене Орден Дома Османов, который ранее вручался только шехзаде, султану и валиде-султан. Через год после свадьбы родился шехзаде Абдуррахим Хайри-эфенди; в честь рождения сына султан подарил Пейвесте очень красивую виллу и очень много дорогих украшений. На этой вилле, располагавшейся, по словам Лейлы Ачбы, в парке Йылдыз, Пейвесте проживала вплоть до свержения мужа. Лейла Ачба пишет, что после рождения сына у Пейвесте была ещё одна беременность, однако произошёл выкидыш с осложнениями, и Пейвесте стала бесплодной.

### Изгнание и вдовство
После низложения супруга в 1909 году Пейвесте отправилась вместе с ним в изгнание в Салоники, однако, как и многие другие жёны Абдул-Хамида II, через год вернулась вместе с сыном в Стамбул. Она приобрела особняк в Шишли и поселилась там с наиболее близкой ей по духу женой низложенного султана Сазкар Ханым-эфенди. Вплоть до 1924 года Пейвесте и Сазкар проживали вместе в Шишли; их комнаты располагались на одном этаже, они вместе пили кофе по утрам и разговаривали о былых временах. Сын Пейвесте проживал недалеко от её дома и навещал мать и мачеху каждый день, рассказывая им о состоянии государства и ведя долгие беседы о политике.
Турецкий драматург Нахид Сырры Орик писал: «Как мог такой султан, как султан Хамид, у которого во дворце были сотни наложниц, благосклонно относиться к этой даме, я был действительно удивлён!» Он отмечал, что на фотографии, сделанной Пейвесте в старости, нет и следа красоты, которой та обладала в молодости.
В 1918 году Пейвесте овдовела. В 1923 году ей, как и Сазкар и другим жёнам Абдул-Хамида II, отменили выплаты жалования, и для женщины настали трудные времена. За этим в 1924 году последовало изгнание Династии Османов; хотя сама она не попала в списки принудительной депортации, в них попал Абдуррахим Хайри, и Пейвесте последовала за ним в Париж. Абдуррахим Хайри приобрёл хорошую квартиру на бульваре Мюрата, где поселился вместе с матерью. В Париж с собой Пейвесте забрала трёх придворных дам, среди которых была её племянница Мелексер, дочь Нурхаят-ханым, которая воспитывалась во дворце.
Пейвесте скончалась в Париже и была похоронена на мусульманском кладбище Бобиньи. Харун Ачба указывает годом смерти 1943 год, однако Лейла Ачба пишет о 1944 годе, а Сакаоглу называет 1944 год предполагаемым годом смерти Пейвесте. После смерти тётки Мелексер-ханым вернулась в Стамбул и поселилась в доме брата Нихата. По словам Лейлы Ачбы, её кузен Абдуррахим Хайри, сын Пейвесте, так и не смог привыкнуть к новой жизни и совершил самоубийство в 1952 году.